# Strada statale 729 Sassari-Olbia
La strada statale 729 Sassari-Olbia (SS 729) è una strada statale italiana situata in Sardegna.
Congiunge la principale arteria stradale sarda, la strada statale 131 Carlo Felice, con la sua stessa diramazione 131 DCN il cui percorso termina presso Olbia. Scorre per 79,562 km da ovest a est nella parte settentrionale dell'isola, attraversando la città metropolitana di Sassari e la provincia della Gallura-Nord Est Sardegna, toccando le subregioni del Monteacuto e della Gallura.
È sotto la gestione dal compartimento di Sassari dell'Anas e fa parte dell'itinerario della strada europea E840.

## Caratteristiche
La strada è classificata come strada extraurbana principale e una volta completati i lavori di ammodernamento sarà percorribile alla velocità massima di 110 km/h.

## Storia
La strada più antica ad avere un tracciato similare a quello percorso della Sassari-Olbia è una diramazione della via imperiale Karalibus Turrem, detta Karalibus Olbiam. Essa partiva indicativamente nei pressi del territorio comunale di Bonorva, passando per Hafa e Luguidonis castra. Mediante una deviazione consentiva di raggiungere anche Portus Luguidonis e Caput Tyrsi e contribuì alla nascita degli insediamenti di Sulla e Arischion, nei pressi dell'odierna Posada.
La genesi di questa arteria si fa risalire alla necessità di un collegamento veloce che permettesse il collegamento della zona nord-occidentale della Sardegna, in particolare delle città di Sassari e Porto Torres, con la sponda opposta e in particolare con la città di Olbia.
In passato le due città erano collegate da una parte del tracciato della strada nazionale 112 Sardegna-Periferica, che con la fondazione dell'Azienda autonoma statale della strada venne istituita come strada statale 127 Settentrionale Sarda, la quale presentava e presenta tuttora problemi dovuti alla tortuosità del tracciato.
Prima dell'istituzione della SS 729 l'itinerario Sassari-Olbia era composto dalla strada statale 597 del Logudoro e dalla strada statale 199 di Monti. La prima era una strada a scorrimento veloce priva o quasi di intersezioni a raso, che permetteva di velocizzare il percorso evitando l'attraversamento dei centri abitati di Ozieri, Oschiri e Monti; la seconda, passando per il Monteacuto, portava però a un notevole allungamento del percorso.
Il crescente traffico veicolare e le condizioni non ottimali di queste infrastrutture, spingeva a una soluzione più radicale col progetto di una strada a carreggiate separate e a due corsie per senso di marcia già nel 1971, tanto da indurre il Consiglio dei ministri a proclamare lo stato di emergenza ed i sardi a organizzare manifestazioni di dissenso. Già nel 2007 la programmazione Anas prevedeva un'arteria in tal senso, ma solamente nel 2012 è stato dato il via libera, con l'affidamento all'Anas stessa il 20 giugno.
La nuova arteria prevede sia la costruzione di tratti ex-novo, come il tratto iniziale di collegamento alla strada statale 131 Carlo Felice a sud di Codrongianos, sia l'adeguamento delle già esistenti SS 199 e SS 597. I lavori, soprattutto nel periodo iniziale, andarono incontro a rinvii che fecero sia lievitare i costi che allontanare la data di apertura al traffico dell'arteria. Il 23 giugno 2016 sono stati inaugurati il tratto iniziale, fino al km 10,350 (presso Ardara) e il tratto finale dal km 63,140 (presso Monti) al km 75,860 (vicino allo svincolo della SS 131 DCN);
Il 14 luglio 2016 sono stati aperti il tratto compreso tra il km 75,860 e il km 76,992 e lo svincolo di Enas. A breve distanza di tempo, il 29 agosto 2016, è stato aperto un piccolo tratto a cavallo dello svincolo di Ardara portando il tratto iniziale ad una lunghezza di 11,800 km. Il 29 aprile 2017 è stato inaugurato il tratto tra il km 26,300 e il km 29,100 tra Oschiri e Ozieri. Il 31 luglio 2017 è stato inaugurato il tratto finale di accesso all'abitato di Olbia e di collegamento all'aeroporto di Olbia-Costa Smeralda. Il 19 dicembre 2017 è stato inaugurato l'intero lotto 3, lungo circa 12 km, nei comuni di Oschiri e Ozieri. Il 21 dicembre 2020 vengono aperti al traffico i lotti 5 e 6 da Berchidda fino a Monti. A dicembre 2020 i chilometri di nuova strada a 4 corsie aperti al traffico hanno raggiunto quota 60 sugli 80 totali del progetto. Al 31 luglio 2023 risultavano aperti 9 dei 12 km del lotto 2, inclusa la bretella di collegamento tra lo svincolo di Sant'Antioco di Bisarcio ed Ozieri. Il 30 luglio 2024 sono stati aperti gli ultimi 3 km del lotto 2 e 5 km del lotto 4 compresi tra lo svincolo di Oschiri ed il ponte sul Rio Mannu. Infine il 22 gennaio 2025 è stato inaugurato il ponte sul Rio Mannu, tra Oschiri e Berchidda, che ha reso interamente percorribili a 4 corsie i circa 80 km dell'arteria.

## Percorso

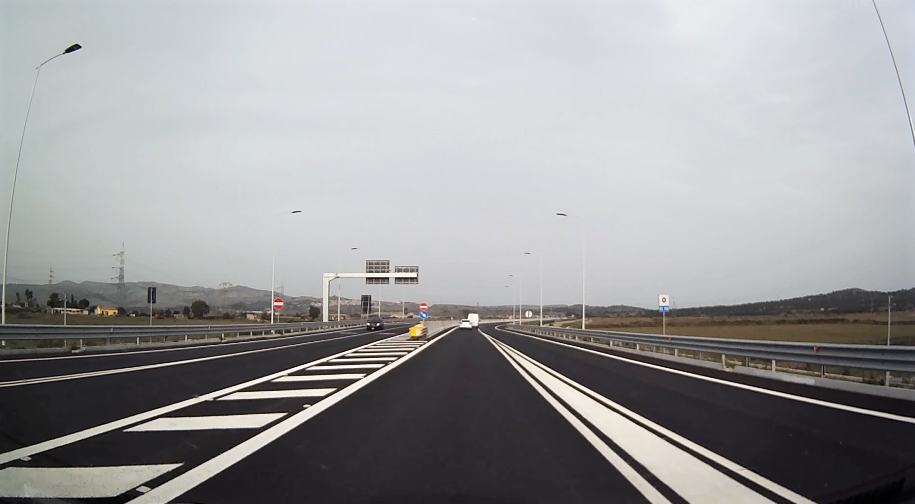
La SS729 al chilometro zero

La strada ha inizio al chilometro 192 dalla strada statale 131 Carlo Felice, poco a sud di Codrongianos. Dopo quasi 3 chilometri è presente lo svincolo con la SS 597 rispetto alla quale corre poi parallela su nuovo tracciato per circa 30 km. A partire dal km 31 e fino all'ingresso dell'abitato di Olbia mutua invece il percorso delle SS 597/199, ora ampliato ed ammodernato. L'apertura definitiva dell'intero percorso è avvenuta il 22 gennaio 2025.

## Tracciato
| Sassari-Olbia |                                                                            |      |           |                |
| Tipo          | Indicazione                                                                | km   | Provincia | Strada europea |
|               | Carlo Felice Cagliari - Sassari                                            | 0,0  | SS        |                |
|               | Sassari-Tempio Tempio Pausania - Ploaghe                                   | 1,9  | SS        |                |
|               | del Logudoro Ardara                                                        | 6,4  | SS        |                |
|               | Ardara - Chiesa di Santa Maria del Regno                                   | 11,3 | SS        |                |
|               | Ozieri - Chiesa di Sant'Antioco di Bisarcio                                | 17,2 | SS        |                |
|               | Chilivani                                                                  | 22,1 | SS        |                |
|               | Ozieri                                                                     | 24,6 | SS        |                |
|               | Tula                                                                       | 26,1 | SS        |                |
|               | Oschiri Su Campu                                                           | 31,2 | OT        |                |
|               | Oschiri - Chiesa di Nostra Signora di Castro                               | 34,2 | OT        |                |
|               | Oschiri                                                                    | 36,8 | OT        |                |
|               | Berchidda                                                                  | 46,7 | OT        |                |
|               | Inversione di marcia                                                       | 51,4 | OT        |                |
|               | di Buddusò e del Correboi Monti                                            | 56,1 | OT        |                |
|               | Monti - Telti                                                              | 61,1 | OT        |                |
|               | Chirialza                                                                  | 66,5 | OT        |                |
|               | Stazione di Su Canale                                                      | 68,2 | OT        |                |
|               | Enas - Loiri                                                               | 70,6 | OT        |                |
|               | dir/centr Nuorese Cagliari - Nuoro - Palau - Golfo Aranci - Costa Smeralda | 77,1 | OT        |                |
|               | Padru - Loiri                                                              | 78,2 | OT        |                |
|               | Aeroporto di Olbia-Costa Smeralda                                          | 79,2 | OT        |                |
|               | Olbia                                                                      | 79,6 | OT        |                |

## Infrastrutture

### Gallerie
| Sassari-Olbia |       |           |      |      |           |
| Nome          | Tipo  | Lunghezza | km   | km   | Provincia |
|               | mista | 50 m      | 34,4 | 34,4 | OT        |